# Acacia elatior
Acacia elatior é uma espécie de leguminosa do gênero Acacia, pertencente à família Fabaceae.